# Albert Meyer-Brunner
Theodor Karl Albert Meyer-Brunner (* 14. Mai 1830 in Bern; † 19. Februar 1907 ebenda) war ein Schweizer Zollbeamter.

## Leben

### Familie
Albert Meyer-Brunner war der Sohn des Archivars Johann Jakob Meyer (* 10. Januar in 1798 Kloten; † 7. März 1869 in Bern) und dessen Ehefrau Katharina Charlotte Hartmann (* 15. Juli 1793 in Bern), Tochter des Tuchherrn Emanuel Hartmann (1755–1798). 
Ab 1871 war er mit Maria Josefine Klara (geb. Brunner) (* 1839 in Bern; † 1924) verheiratet; gemeinsam hatten sie zwei Kinder. 

### Werdegang
Albert Meyer-Brunner begann 1838 seine Laufbahn anfangs als Registraturgehilfe, bevor er 1852 zweiter Sekretär bei der Eidgenössischen Oberzolldirektion, das dem Finanz- und Zolldepartement unterstellt war, wurde. 
Von 1863 bis 1873 war er darauf erster Sekretär und zugleich Departementssekretär, wurde 1873 Oberzollrevisor und war dann von 1875 bis zu seinem Rücktritt am 19. März 1905 Oberzolldirektor; ihm folgte Ariste Rollier († 1906), dem dann Hermann Suter folgte.

### Berufliches Wirken
Während seiner Amtszeit als Oberzolldirektor wurde 1893 das Zollgesetz erlassen, das allerdings auch einen zweijährigen «Zollkrieg» mit Frankreich auslöste.